# We Wanna Be with You Tour
Il We Wanna Be with You Tour è stato il primo tour del gruppo statunitense Backstreet Boys, svoltosi in Europa dal 23 dicembre 1995 all'11 agosto 1996. Composto da 3 Tappe per un totale di 41 spettacoli, il tour promosse l'album di debutto del gruppo, intitolato Backstreet Boys.

## Artisti d'apertura
- Centory (giugno–agosto)
- Trey D. (giugno–agosto)
- T'NT (giugno–agosto)

## Setlist
1. "We've Got It Goin' On"
2. "Let's Have a Party"
3. "Roll With It"
4. "I'll Never Break Your Heart"
5. "Get Down (You're the One for Me)"
6. "Darlin"
7. "Anywhere for You"
8. "End of the Road" / "If I Ever Fall in Love"
9. "Tell me That I'm Dreaming"
10. "Every Time I Close My Eyes"
11. "Nobody but You"
12. "Quit Playing Games (With My Heart)"
13. "I Wanna Be with You"

## Date Tour
| 23 dicembre 1995 | Zurigo                | Svizzera | Hallenstadion                |
| 25 dicembre 1995 | Lingen                | Germania | Alter Schlachthof            |
| 26 dicembre 1995 | Heilbronn             | Germania | Stadttheater Heilbronn       |
| 27 dicembre 1995 | Sindelfingen          | Germania | Ausstellungshalle            |
| 28 dicembre 1995 | Magdeburgo            | Germania | Stadthalle Magdeburg         |
| 29 dicembre 1995 | Cottbus               | Germania | Stadthalle Cottbus           |
| 30 dicembre 1995 | Berlino               | Germania | Deutschlandhalle             |
| 31 dicembre 1995 | Treviri               | Germania | Eissporthalle Trier          |
| 15 febbraio 1996 | Friburgo in Brisgovia | Germania | Messehalle Freiburg          |
| 16 febbraio 1996 | Mannheim              | Germania | Maimarkthalle                |
| 17 febbraio 1996 | Karlsruhe             | Germania | Europahalle                  |
| 18 febbraio 1996 | Offenburg             | Germania | Messehalle Offenburg         |
| 2 marzo 1996     | Stoccarda             | Germania | Hanns-Martin-Schleyer-Halle  |
| 7 aprile 1996    | Francoforte sul Meno  | Germania | Festhalle Frankfurt          |
| 1º maggio 1996   | Ludwigshafen          | Germania | Ebertpark                    |
| 2 maggio 1996    | Ludwigshafen          | Germania | Ebertpark                    |
| 3 giugno 1996    | Memmingen             | Germania | Stadthalle Memmingen         |
| 4 giugno 1996    | Norimberga            | Germania | Frankenhalle                 |
| 5 giugno 1996    | Erfurt                | Germania | Eissportzentrum Erfurt       |
| 6 giugno, 1996   | Neu-Isenburg          | Germania | Hugenottenhalle              |
| 7 giugno 1996    | Duisburg              | Germania | Eissporthalle Duisburg       |
| 8 giugno 1996    | Waiblingen            | Germania | Bürgerzentrum Waiblingen     |
| 9 giugno 1996    | Aalen                 | Germania | Aalener Stadthalle           |
| 10 giugno 1996   | Monaco di Baviera     | Germania | Kulturhalle Zenith           |
| 11 giugno 1996   | Mannheim              | Germania | Mannheimer Rosengarten       |
| 13 giugno 1996   | Braunschweig          | Germania | Stadthalle Braunschweig      |
| 14 giugno 1996   | Amburgo               | Germania | Große Freiheit 36            |
| 15 giugno 1996   | Brema                 | Germania | Kesselhalle                  |
| 16 giugno 1996   | Wittenberg            | Germania | Marktplatz                   |
| 18 giugno 1996   | Neubrandenburg        | Germania | Stadthalle Neubrandenburg    |
| 19 giugno 1996   | Hannover              | Germania | Eilenriedehalle              |
| 20 giugno 1996   | Berlino               | Germania | Tempodrom                    |
| 21 giugno 1996   | Vienna                | Austria  | Danube Island Festival       |
| 22 giugno 1996   | Fulda                 | Germania | Domplatz Fulda               |
| 23 giugno 1996   | Wetzlar               | Germania | Freilichtbühne Rosengärtchen |
| 24 giugno 1996   | Bonn                  | Germania | Stadthalle Bad Godesberg     |
| 26 giugno 1996   | Ratisbona             | Germania | Musikhalle                   |
| 27 giugno 1996   | Reutlingen            | Germania | Eishalle Reutlingen          |
| 28 giugno 1996   | Heilbronn             | Germania | Stadttheater Heilbronn       |
| 29 giugno 1996   | Herne                 | Germania | Gysenberghalle               |
| 30 giugno 1996   | Bielefeld             | Germania | Stadthalle Bielefeld         |
| 1º luglio 1996   | Schwerin              | Germania | Sport- und Kongresshalle     |
| 3 luglio 1996    | Emsdetten             | Germania | Ems-Halle                    |
| 4 luglio 1996    | Ehrenfriedersdorf     | Germania | Naturtheater Greifensteine   |
| 5 luglio 1996    | Altach                | Austria  | Marktplatz                   |
| 6 luglio 1996    | Gelnhausen            | Germania | Marktplatz Gelnhausen        |
| 7 luglio 1996    | Ulma                  | Germania | Messehalle Ulm               |
| 11 luglio 1996   | Passavia              | Germania | Music-Hall Passau            |
| 12 luglio 1996   | Mannheim              | Germania | Maimarkthalle                |
| 13 luglio 1996   | Forst                 | Germania | Hundesportplatz              |
| 14 luglio 1996   | Friburgo in Brisgovia | Germania | Messehalle Freiburg          |
| 15 luglio 1996   | Kassel                | Germania | Eissporthalle Kassel         |
| 16 luglio 1996   | Berlino               | Germania | Arena Berlin                 |
| 27 luglio 1996   | Rostock               | Germania | Eishalle Rostock             |
| 9 agosto 1996    | Kiel                  | Germania | Ostseehalle                  |
| 10 agosto 1996   | Güstrow               | Germania | Eishalle Güstrow             |
| 11 agosto 1996   | Emden                 | Germania | Nordseehalle                 |

Altre esibizioni
1. Mega Dance Christmas Party
2. Radio Regenbogen Party
3. Bravo Super Show
4. Hand in Hand for Children
5. PRP Eins Fete
6. Hessentag